# Jacques Backereel
Pour les articles homonymes, voir Backereel.
Jacques Backereel (Anvers, entre 1580 et 1600 - entre 1658 et 1678) est un peintre baroque flamand de paysage.

## Biographie
Jacques Backereel est né à Anvers entre 1580 et 1600 — le plus probable étant une année proche de 1600, selon le RKD.
Toujours selon le RKD, l'artiste, également connu sous les noms de Jackus Backel ou Jackus Backereil, a été l'élève de Tobias Verhaecht en 1612.
Il devient franc-maître dans la guilde de Saint-Luc d'Anvers en 1618,.
On sait qu'il a été à Rome au moins en 1626 et 1638.
En 1646 et en 1658, il apparaît dans les registres de la guilde de Saint-Luc comme recevant des élèves.
Selon Arnold Houbraken, qui l'appelle « Jaques Backereel », il est « l'un de ces Backereelen » et qu'il a travaillé dans son premier volume du Schouburgh. Il le mentionne dans son deuxième volume, précisant qu'il est le premier maître d'Abraham Genoels qui a étudié avec lui de l'âge de onze ans à celui de quinze. Il a aussi été le maître de Franciscus van der Steen (en),.

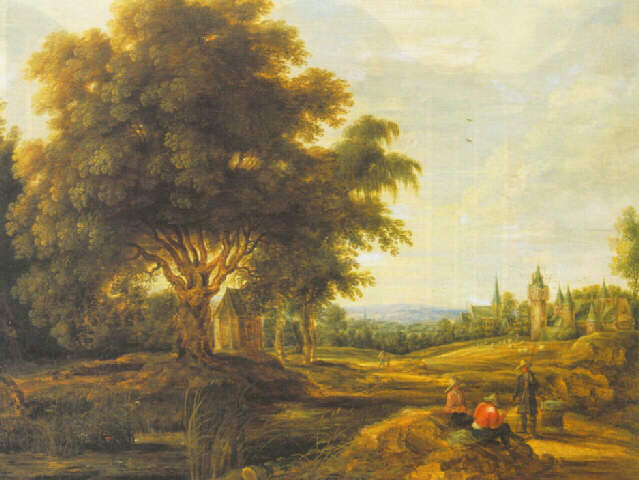
Paysage avec figures et village.

Houbraken rapporte également que la famille Backereel a produit un certain nombre d'artistes et Joachim von Sandrart mentionne sept ou huit membres qu'il aurait connu personnellement. Jacques est l'un des trois seuls membres de cette famille pour qui l'on dispose de documents ; les deux autres sont ses frères Gillis et Willem. À noter que selon Willigen, qui se base sur les inventaires de la guilde, de nombreux paysages attribués à son frère Willem sont en fait de Jacques.
Jacques Backereel est mort à Anvers entre 1658 et 1678 — le plus probable étant une année proche de 1658, selon le RKD.